# Würzburg Baskets
El Würzburg Baskets es un club profesional de baloncesto radicado en la ciudad de Wurzburgo y que milita en la BBL, máxima categoría del baloncesto alemán. Disputa sus partidos en el s.Oliver Arena, con capacidad para 3.140 espectadores.

## Historia
Fue fundado en 2007 con el objetivo de sustituir al club originario de la ciudad, que era conocido como DJK Wurzburgo (DJK es la abreviatura de Deutsche Jugendkraft, "fuerza de la juventud alemana") y se afilió a la DJK-Sportverband (agrupación deportiva) integrada en la Iglesia católica en Alemania. El club ha ganado fama a través de su departamento de baloncesto, en el que comenzó su carrera el jugador de la NBA Dirk Nowitzki.
En 2007, el empresario estadounidense Jochen Bähr adquirió una licencia en la liga regional de un nuevo equipo en Würzburg con el objetivo de llegar a la Pro A en unas temporadas.
En 2011, el Wurzburgo, ahora con el nombre de s.Oliver Baskets (a causa de su nuevo patrocinador s.Oliver ), ganaron la promoción de la ProA, y subieron a la BBL. En su primera temporada en la primera división, en 2011-12, el equipo llegó a las semifinales de la Liga Alemana, después de vencer a Alba Berlín por 3-1 en la serie de cuartos de final de los playoffs. En 2013 juegan por primera competición europea, la Eurocup. En 2014 quedan en el puesto 17 y descienden de categoría, pero por muy poco tiempo, ya que en 2015 quedan campeones de la liga regular y finalistas de los play-offs de la ProA y ascienden de nuevo.

## Nombres
- SCH Würzburg Baskets

(2007-2010)
- s. Oliver Baskets

(2010-2016)
- s. Oliver Würzburg

(2016-2022)
- Würzburg Baskets

(2022-presente)

## Registro por temporadas
| Temporada | División | Liga         | Posición | Play-Offs        | Competición Europea      |
| --------- | -------- | ------------ | -------- | ---------------- | ------------------------ |
| 2007-08   | 4        | RegionalLiga | 3        | -                | -                        |
| 2008-09   | 4        | RegionalLiga | 1        | Asciende         | -                        |
| 2009-10   | 3        | ProB         | 3        | Asciende         | -                        |
| 2010-11   | 2        | ProA         | 2        | Asciende         | -                        |
| 2011-12   | 1        | BBL          | 4        | Semifinales      | -                        |
| 2012-13   | 1        | BBL          | 9        | –                | Eurocup Fase de grupos   |
| 2013-14   | 1        | BBL          | 17       | Desciende        | -                        |
| 2014-15   | 2        | ProA         | 1        | Asciende         | -                        |
| 2015-16   | 1        | BBL          | 8        | Cuartos de final | –                        |
| 2016-17   | 1        | BBL          | 14º      | –                | –                        |
| 2017-18   | 1        | BBL          | 9º       | –                | Copa de Europa 1ª R      |
| 2018-19   | 1        | BBL          | 9º       | –                | Copa de Europa Finalista |
| 2019-20   | 1        | BBL          | 8º       | –                | –                        |
| 2020-21   | 1        | BBL          | 16º      | –                | –                        |
| 2021-22   | 1        | BBL          | 12º      | –                | –                        |

## Palmarés
- Campeón de la Primera División Regional de Alemania (Suroeste) | 1 Regionalliga: 1

2009
- Subcampeón de la ProA : 2

2011 y 2015
- Semifinalista de la BBL: 1

2012

## Jugadores destacados
| - Dirk Nowitzki - Maximilian Kleber - Maurice Stuckey - Robert Garrett - Patrick Flomo - Alex King - Tweety Carter - Lamont Mack - Courtney Pigram |  | - Marcellus Sommerville - Brandon Watkins - Dominic Waters - Chris Kramer - Olumide Oyedeji - / Chris McNaughton - / Demond Greene - / Jermaine Bucknor - / Mike Lenzly |